# Stazione di Adrogué
La stazione di Adrogué (Estación Adrogué in spagnolo) è una stazione ferroviaria della linea Roca situata nell'omonima città della provincia di Buenos Aires.

## Storia
Fu aperta al traffico nel 25 giugno 1872 ed intitolata al proprietario terriero Esteban Adrogué che aveva messo a disposizione i terreni per la costruzione della stazione e dell'abitato circostante.